# Рафаель Арош
Рафаель Арош (фр. Raphaël Haroche, псевдонім Рафаель, Raphael; нар. 7 листопада 1975, Париж, Франція) — французький співак та автор пісень.

## Біографічні відомості
Рафаель Арош народився в родині юристів. Його батько був росіянином, а мати аргентинкою. Ще в дитинстві він опанував гру на фортепіано та гітарі. Його кумирами були Девід Бові, Іггі Поп, Боб Ділан, Лед Зеппелін, Джимі Гендрікс, Барбара, а також легенди французької рок-музики гурт Телефон.
У 24 роки він записав свій перший альбом «Hôtel de l'univers» (укр. «Готель світу»), який видає лейбл EMI Music (Франція). Першим синглом з цього альбому стала пісня «Cela Nous Aurait Suffi», на яку було знято відеокліп. Дебютний запис розходиться скромним тиражем у 65 000 екземплярів завдяки швидкій послідовності публічних виступів, у тому числі спільно з французькою співачкою Ванессою Параді.
Наступним успішним кроком у кар'єрі Ароша стала пісня «Sur La Route» (укр. «На дорозі») з наступного, вже другого альбому «La réalité» (укр. «Реальність»). Ця композиція була виконана дуетом з відомим французьким співаком і композитором Жан-Луї Обером. La réalité виходить 22 квітня 2003 року.
Однак, найбільш визнаним і успішним став третій альбом «Caravane». Для роботи над ним було запрошено багато талановитих музикантів. Ця нова платівка стала бестселером 2005 року у Франції — тираж склав понад мільйон екземплярів, за що французької національною профспілкою виробників фонограм була відзначена «алмазним диском». (фр. Disque de diamant). На церемонії нагородження престижної премії «Victoires de la musique», Рафаель переміг у трьох головних музичних номінаціях: «Найкращий співак», «Найкращий альбом» і «Пісня року» — «Caravane». На підтримку альбому було проведено великий концертний тур у Франції, Бельгії та Швейцарії, апофеозом якого стали три аншлагових виступи у паризькому залі «Le Zenith».
У вересні 2006 року був виданий концертний альбом «Résistance à la nuit». Він складався із записів двох концертів: зі «стандартного», електричного виступу у «Le Zenith», а також акустичного виступу у «Théâtre Du Châtelet». «Résistance à la nuit» вийшов як на двох компакт-дисках, так і на DVD.
Подвійний компакт-диск називається «La Nuit», в якому міститься найкраща пісня з попереднього альбому Каравану, деякі з найуспішніших синглів, і пісні па Сесі n'est ООН на честь Інгрід Бетанкур.
На початку 2007 року Арош гастролював з кількома іншими французькими музикантами, в тому числі Жан-Луї Оберомом, Cali, Аланом Башунгом, Даніелем Даром і Річардом Колінка. Загалом відбулося п'ять концертів: один в Лосені, два в Брюсселі і два в Парижі.
У період з листопада 2009 і до квітня 2010 року Рафаель готував новий альбом, який він бачив як «повернення в блюз, рок, а також у більш таємничі настрої». У студії йому допомагали гітарист Portishead Адріан Атлі, Альбін, Бенджамін Лебо (гурт Film), Адріан Белью та Слай Джонсон (Beat Box).
Нарешті 27 вересня 2010 року виходить Pacific 231. На думку багатьох музичних оглядачів та критиків, ця платівка стала найкращим альбомом Рафаеля.

## Дискографія

### Студійні альбоми
- Hôtel de l'univers (2000)
- La réalité (2003)
- Caravane (2005)
- Je sais que la Terre est plate (2008)
- Pacific 231 (2010)

### Концертні альбоми
- Résistance à la nuit (2006)
- Une nuit au Châtelet (2007)